# Joukhasjärvi
Joukhasjärvi är en sjö i Kiruna kommun i Lappland och ingår i Torneälvens huvudavrinningsområde. Sjön har en area på 0,116 kvadratkilometer och ligger 278,2 meter över havet.

## Delavrinningsområde
Joukhasjärvi ingår i det delavrinningsområde (753646-173300) som SMHI kallar för Ovan Maltosjoki. Medelhöjden är 319 meter över havet och ytan är 72,15 kvadratkilometer. Räknas de 72 avrinningsområdena uppströms in blir den ackumulerade arean 1 580,44 kvadratkilometer. Vittangiälven som avvattnar avrinningsområdet har biflödesordning 2, vilket innebär att vattnet flödar genom totalt 2 vattendrag innan det når havet efter 336 kilometer. Avrinningsområdet består mestadels av skog (84 procent) och sankmarker (12 procent). Avrinningsområdet har 1,05 kvadratkilometer vattenytor vilket ger det en sjöprocent på 1,4 procent.